# Österreich-Rundfahrt 2016
Die 68. Österreich-Rundfahrt 2016 war ein österreichisches Straßenradrennen. Das Etappenrennen fand vom 2. bis zum 9. Juli 2016 statt. Zudem gehörte das Radrennen zur UCI Europe Tour 2016 und war dort in der Kategorie 2.1 eingestuft. Diese Rundfahrt führte auf der ersten Etappe von Innsbruck nach Salzburg auch durch den Freistaat Bayern in Deutschland, wo es in Bad Reichenhall einen Zwischensprint gab.

## Teilnehmende Mannschaften
| WorldTeam- Astana Professional Continental Teams (10)- Bardiani CSF - CCC Sprandi Polkowice - Cofidis, Solutions Crédits - Delko-Marseille Provence-KTM - Drapac - Gazprom-RusVelo - Roompot-Oranje Peloton - Team Roth - Stölting Service Group - Wanty-Groupe Gobert Continental Teams (8)- Adria Mobil - Amplatz-BMC - Felbermayr Simplon Wels - Hrinkow Advarics Cycleang - Tirol - Vorarlberg - Wibatech Fuji - WSA-Greenlife |
| |

## Etappen
| Etappe    | Datum   | Etappenorte                  | type              | Länge (km) | Etappensieger     | Gesamtführender  |
| --------- | ------- | ---------------------------- | ----------------- | ---------- | ----------------- | ---------------- |
| Prolog    | 2. Jul. | Kitzbüheler Horn             | Bergzeitfahren    | 0,6        | William Clarke    | William Clarke   |
| 1. Etappe | 3. Jul. | Inspruk – Salzburg           | Flachetappe       | 186,2      | Nicola Ruffoni    | Nicola Ruffoni   |
| 2. Etappe | 4. Jul. | Mondsee – Steyr              | Flachetappe       | 194,3      | Clément Venturini | Andrea Pasqualon |
| 3. Etappe | 5. Jul. | Ardagger – Sonntagberg       | Hügelige Etappe   | 181,3      | Brendan Canty     | Markus Eibegger  |
| 4. Etappe | 6. Jul. | Rottenmann – Edelweißspitze  | Hochgebirgsetappe | 183        | Jan Hirt          | Jan Hirt         |
| 5. Etappe | 7. Jul. | Millstatt am See – Dobratsch | Hochgebirgsetappe | 147,3      | Simone Sterbini   | Jan Hirt         |
| 6. Etappe | 8. Jul. | Graz – Stegersbach           | Hügelige Etappe   | 203,9      | Nicola Ruffoni    | Jan Hirt         |
| 7. Etappe | 9. Jul. | Bad Tatzmannsdorf – Wien     | Hügelige Etappe   | 179,8      | Frederik Backaert | Jan Hirt         |

## Gesamtwertung
| \| Gesamtwertung \| Gesamtwertung \| Gesamtwertung \| Gesamtwertung \| Gesamtwertung \| \| Fahrer \| Fahrer \| Land \| Team \| Zeit \| \| ------------- \| ------------------- \| ------------- \| ---------------------------- \| ---------------- \| \| 1. \| Jan Hirt \| Tschechien \| CCC Sprandi Polkowice \| 30 h 52 min 09 s \| \| 2. \| Guillaume Martin \| Frankreich \| Wanty-Groupe Gobert \| + 1 min 17 s \| \| 3. \| Patrick Schelling \| Schweiz \| Team Vorarlberg \| + 1 min 29 s \| \| 4. \| Delio Fernández \| Spanien \| Delko-Marseille Provence-KTM \| + 1 min 31 s \| \| 5. \| Stéphane Rossetto \| Frankreich \| Cofidis, Solutions Crédits \| + 1 min 49 s \| \| 6. \| Hermann Pernsteiner \| Österreich \| Amplatz-BMC \| + 2 min 21 s \| \| 7. \| Markus Eibegger \| Österreich \| Felbermayr Simplon Wels \| + 3 min 21 s \| \| 8. \| Brendan Canty \| Australien \| Drapac Professional Cycling \| + 3 min 28 s \| \| 9. \| David Belda \| Spanien \| Roth \| + 3 min 46 s \| \| 10. \| Marco Minnaard \| Niederlande \| Wanty-Groupe Gobert \| + 4 min 19 s \| |                     |             |                              |                  |
| |                     |             |                              |                  |
| Quelle: ProCyclingStats |                     |             |                              |                  |
| Gesamtwertung |                     |             |                              |                  |
| Fahrer | Fahrer              | Land        | Team                         | Zeit             |
| 1. | Jan Hirt            | Tschechien  | CCC Sprandi Polkowice        | 30 h 52 min 09 s |
| 2. | Guillaume Martin    | Frankreich  | Wanty-Groupe Gobert          | + 1 min 17 s     |
| 3. | Patrick Schelling   | Schweiz     | Team Vorarlberg              | + 1 min 29 s     |
| 4. | Delio Fernández     | Spanien     | Delko-Marseille Provence-KTM | + 1 min 31 s     |
| 5. | Stéphane Rossetto   | Frankreich  | Cofidis, Solutions Crédits   | + 1 min 49 s     |
| 6. | Hermann Pernsteiner | Österreich  | Amplatz-BMC                  | + 2 min 21 s     |
| 7. | Markus Eibegger     | Österreich  | Felbermayr Simplon Wels      | + 3 min 21 s     |
| 8. | Brendan Canty       | Australien  | Drapac Professional Cycling  | + 3 min 28 s     |
| 9. | David Belda         | Spanien     | Roth                         | + 3 min 46 s     |
| 10. | Marco Minnaard      | Niederlande | Wanty-Groupe Gobert          | + 4 min 19 s     |

## Wertungstrikots
| Etappe         | Etappensieger     | Gesamtwertung    | Bergwertung        | Punktewertung     | Bester Österreicher | Teamwertung           |
| -------------- | ----------------- | ---------------- | ------------------ | ----------------- | ------------------- | --------------------- |
| Prolog         | William Clarke    | William Clarke   | William Clarke     | nicht vergeben    | Lukas Schlemmer     | Astana Pro Team       |
| 1              | Nicola Ruffoni    | Nicola Ruffoni   | Alessandro Vanotti | Nicola Ruffoni    | Lukas Schlemmer     | Astana Pro Team       |
| 2              | Clément Venturini | Andrea Pasqualon | Jacek Morajko      | Andrea Pasqualon  | Clemens Fankhauser  | Astana Pro Team       |
| 3              | Brendan Canty     | Markus Eibegger  | Alessandro Vanotti | Andrea Pasqualon  | Markus Eibegger     | CCC Sprandi Polkowice |
| 4              | Jan Hirt          | Jan Hirt         | Alessandro Vanotti | Andrea Pasqualon  | Hermann Pernsteiner | Wanty-Groupe Gobert   |
| 5              | Simone Sterbini   | Jan Hirt         | Jan Hirt           | Matthias Krizek   | Hermann Pernsteiner | Wanty-Groupe Gobert   |
| 6              | Nicola Ruffoni    | Jan Hirt         | Alessandro Vanotti | Andrea Pasqualon  | Hermann Pernsteiner | Wanty-Groupe Gobert   |
| 7              | Frederik Backaert | Jan Hirt         | Alessandro Vanotti | Frederik Backaert | Hermann Pernsteiner | Wanty-Groupe Gobert   |
| Wertungssieger | Wertungssieger    | Jan Hirt         | Alessandro Vanotti | Frederik Backaert | Hermann Pernsteiner | Wanty-Groupe Gobert   |